# Recurso de protección

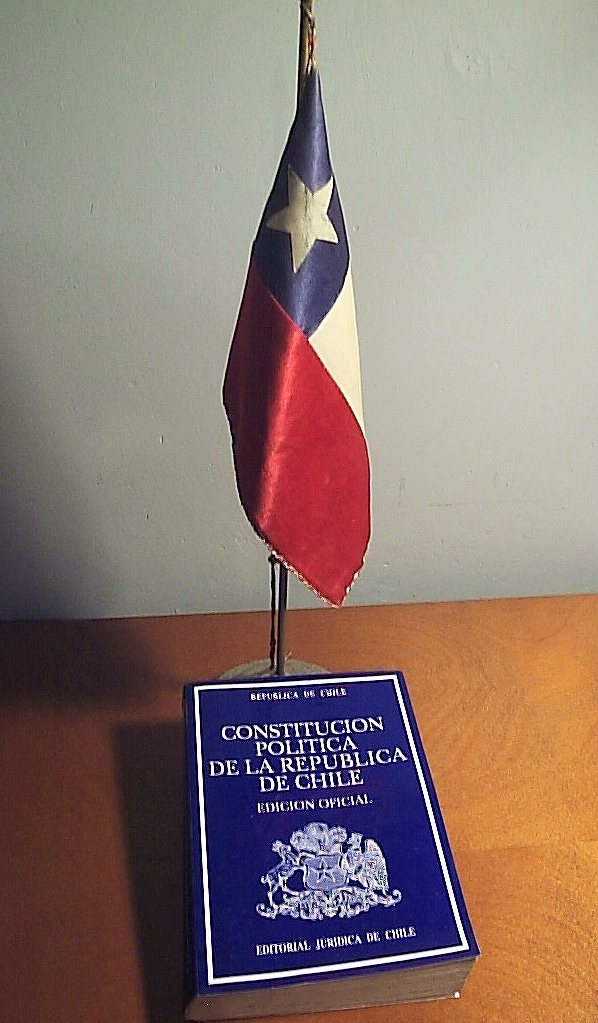
Constitución Política de la República de Chile de 1980, edición de la Editorial Jurídica de Chile.

El recurso de protección es una acción jurisdiccional que consagra el artículo 20 de la Constitución Política de la República de Chile y que busca obtener que la Corte de Apelaciones respectiva tome las providencias necesarias para restablecer el imperio del Derecho y garantizar la debida protección del afectado frente a hechos u omisiones ilegales o arbitrarias que vulneren algunos derechos constitucionales. En efecto, dispone dicha norma que:

El que por causa de actos u omisiones arbitrarios o ilegales sufra privación, perturbación o amenaza en el legítimo ejercicio de los derechos y garantías establecidos en el artículo 19, números 1º, 2º, 3º inciso cuarto, 4º, 5º, 6º, 9º inciso final, 11º , 12º , 13º, 15º, 16º en lo relativo a la libertad de trabajo y al derecho a su libre elección y libre contratación, y a lo establecido en el inciso cuarto, 19º, 21º, 22º, 23º, 24 °, y 25º podrá recurrir por sí o por cualquiera a su nombre, a la Corte de Apelaciones respectiva, la que adoptará de inmediato las providencias que juzgue necesarias para restablecer el imperio del Derecho y asegurar la debida protección del afectado, sin perjuicio de los demás derechos que pueda hacer valer ante la autoridad o los tribunales correspondientes.

De acuerdo con estas características, el recurso de protección chileno es similar a la acción que en Argentina y otros países latinoamericanos se conoce como el recurso de amparo, en el sentido de que ambos mecanismos (más allá de las diferencias procesales y sustanciales existentes entre ellos) son acciones que tienen por objeto la tutela de derechos fundamentales vulnerados.
Las dos grandes fuentes jurídicas que reconoce esta acción jurisdiccional son, en primer término, el art. 20 antedicho y el "auto acordado de 1992 sobre tramitación del recurso de protección de garantías constitucionales", dictado por la Corte Suprema el 24 de junio de 1992 y que fue modificado el 8 de junio del 2007, el 17 de julio de 2015 y modificado nuevamente el 27 de septiembre de 2018.

## Naturaleza jurídica

### Naturaleza del recurso
A pesar de la denominación que le da el artículo 20 de la Constitución Política, en verdad, el recurso de protección no es un recurso sino una acción jurisdiccional. No es un recurso por cuanto no busca modificar, revocar o anular una sentencia judicial; muy por el contrario, lo que se pretende con la interposición de la protección es provocar la intervención jurisdiccional en resguardo de la observancia de los derechos constitucionales. Con todo, el auto acordado de 1992 que dictó la Corte Suprema sobre tramitación del recurso de protección hace sinonímicas ambas expresiones en su art. 1.º al decir: "El recurso o acción de protección...".
Es una acción específica de emergencia, con un procedimiento rápido e informal. Se ha dicho, en este sentido, que se trata de una "acción cautelar" o de una "acción cautelar inmediata", toda vez que tiene por objeto garantizar el debido resguardo de un derecho constitucional conculcado. Acorde a este carácter, se ha agregado que es necesario que el derecho que se dice vulnerado sea "legítimo", es decir, "que se funde en claras situaciones de facto que permitan por este especial procedimiento restablecer el imperio del Derecho; pero es improcedente que por medio de él se pretenda un pronunciamiento sobre situaciones de fondo, que son de lato conocimiento".
Con todo, hay alguna doctrina encabezada por Raúl Tavolari que cree errada dicha calificación, porque al recurso de protección le falta la accesoriedad necesaria que es propia de la actividad cautelar, cuanto toda acción busca al final la protección o garantía de un derecho. Lo que sí es en muchas veces cautelar en la protección, es la sentencia que la acoge, por cuanto dispone medidas tendientes a cautelar el derecho o garantía constitucional infringida; no obstante, son más numerosos los recursos de protección que por su intermedio, la jurisdicción constitucional formula una simple declaración.

### Naturaleza del proceso
Así como se ha discutido en la doctrina nacional acerca de la naturaleza de la protección, se ha debatido acerca de si ella se desenvuelve en un proceso jurisdiccional o no. En lo particular se ha dicho al respecto que la protección en sí es un proceso jurisdiccional; otros han sostenido que solo se trata de una relación jurídica que se desarrolla entre un particular y la jurisdicción, a raíz de la cual esta puede adoptar medidas que afecten a terceros. Finalmente, hay quienes piensan que se trata de una acción jurisdiccional que, como tal, da origen a un proceso jurisdiccional.

## Legitimación
Como en toda acción jurisdiccional, en el recurso de protección es posible distinguir una legitimación activa, que hace referencia a quién puede ejercerla eficazmente; y una legitimación pasiva, es decir, la persona en contra de quien se acciona.

### Legitimación activa
El recurso de protección, según lo dispone el art. 20, puede ser ejercido por el propio afectado o por cualquiera a su nombre.
Cuando el afectado ejerce el recurso por sí, se habla de una "legitimación ordinaria", ya que quien lo ejerce es, a su vez, el afectado por la acción u omisión a la que se intenta hacer frente; en cambio, cuando el recurso de protección es ejercido por cualquier otra persona distinta al afectado, pero a nombre de este, estamos frente a una "legitimación extraordinaria": quien ejerce la acción es alguien distinto del afectado por la acción u omisión.
Con respecto a quiénes son titulares de esta acción, no existe discusión acerca de que quedan amparadas por la protección del recurso tanto las personas naturales como las personas jurídicas. Es más, en muchos casos el recurso puede ser interpuesto por un grupo o comunidad de personas, aun cuando no estén constituidos a través de una entidad con personalidad jurídica propia. 
En la práctica se han dado todas estas posibilidades; sin embargo, la única gran limitación estaría representada por el hecho de que "nadie puede reclamar un derecho genéricamente, por simple amor al mismo, sino que tiene que sufrir menoscabo o una amenaza alguna persona determinada" Con base en estas ideas, se han rechazado las protecciones impetradas en favor de grupos indeterminados de personas, argumentando para ello que "el recurrente debe expresar en forma precisa en nombre de quién recurre, toda vez que es indispensable para que prospere la acción determinar quiénes son objeto del acto arbitrario o ilegal del recurrido", y descartándose, atendido los términos del art. 20 CPR, "toda posibilidad de accionar en nombre de la sociedad toda o de los miles de personas supuestamente afectadas, pues ni las una ni los otros –tomados como un todo— son titulares de la acción".

### Legitimación pasiva
La legitimación pasiva del recurso de protección recae sobre el autor del acto u omisión ilegal o arbitraria que ha vulnerado una garantía constitucional. Al respecto, el auto acordado de 1992 contempla el deber del tribunal llamado a conocer de la protección, de requerir informe de la persona o personas, funcionarios o autoridad que, según el recurrente o en concepto de la Corte, fueren los causantes del acto o de la omisión denunciada.
Es por ello que los tribunales han demandado en la mayoría de los casos la determinación del agresor. Empero, en casos excepcionales se ha declarado que no resulta improcedente el recurso de protección por no indicarse precisamente la persona o autoridad contra la que se recurre. Se ha dicho al respecto que autorizada constitucionalmente la Corte para adoptar las medidas que juzgue necesarias para restablecer el imperio del derecho y asegurar la debida protección del afectado, no se divisa cómo la falta de determinación del agresor pudiere impedir la adopción de tales medidas. Ese ha sido el criterio a utilizar, por ejemplo, en materia de secuestro. En la doctrina, esta peculiar característica del recurso de protección ha sido denominada como la "unilateralidad".

## Presupuestos del recurso de protección

### Acción u omisión ilegal o arbitraria
De partida, tanto la ilegalidad como la arbitrariedad son antijurídicas. Se estima comúnmente que lo ilegal representa una contravención formal al texto legal y lo arbitrario una ausencia de fundamento racional, o sea, una manifestación del simple capricho del agente. Tratándose de una omisión ilegal o arbitraria, obviamente, debe existir la obligación legal de actuar para el agente. Solo así podrá cometerse un agravio a través de la inactividad.
Dentro de la jurisprudencia de los tribunales superiores de justicia chilenos, se ha señalado al respecto que "Un acto es ilegal cuando no se atiende a la normativa por la que debe regirse o cuando un órgano ejerce atribuciones exclusivas en forma indebida, contrariando la ley". Se ha dicho que la arbitrariedad, por su parte, "implica carencia de  razonabilidad en el actuar u omitir; falta de proporción entre los medios y el fin a alcanzar; ausencia de ajuste entre los medios empleados y el objetivo a obtener o una inexistencia de los hechos que fundamentan un actuar".

### Privación, perturbación o amenaza en el ejercicio legítimo de un derecho
Otro presupuesto de la acción de protección consiste en la privación, perturbación o amenaza en el ejercicio de un derecho. Sobre el significado de cada una de estas expresiones, se ha establecido que privar consiste en "apartar a uno de algo o despojarlo de una cosa que poseía". Perturbar "equivale a trastornar el orden y concierto de las cosas a su quietud y sosiego" y por último, "amenaza" debe conllevar al peligro inminente, mal futuro, es decir, debe ser "seria y no ilusoria, actual, precisa y no vaga y concreta en sus resultados.

### Derechos amparados
De acuerdo a la misma norma del art. 20, quedan amparados por el recurso de protección los derechos comprendidos en el art. 19:
- 1.º El derecho a la vida y a la integridad física y psíquica de la persona.
- 2.º La igualdad ante la ley.
- 3.º El derecho a un juez natural. Esto es, que nadie pueda ser juzgado por comisiones especiales, sino por el tribunal que señalare la ley y que se hallare establecido por esta con anterioridad a la perpetración del hecho (el recurso de protección solo contempla el inciso quinto de este numeral, que corresponde al juez natural). Se suele confundir este inciso con el derecho a un debido proceso, pero la doctrina ha entendido que este último se encuentra consagrado en el inciso sexto del mismo número.
- 4.º El respeto y protección a la vida privada y a la honra de la persona y su familia.
- 5.º La inviolabilidad del hogar y de toda forma de comunicación privada.
- 6.º La libertad de conciencia, la manifestación de todas las creencias y el ejercicio libre de todos los cultos que no se opongan a la moral, a las buenas costumbres o al orden público.
- 9.º El derecho a elegir el sistema de salud al que desee acogerse, sea este estatal o privado.
- 11.º La libertad de enseñanza.
- 12.º La libertad de emitir opinión y la de informar, sin censura previa.
- 13.º El derecho a reunirse pacíficamente sin permiso previo y sin armas.
- 15.º El derecho de asociarse sin permiso previo.
- 16.º La libertad de trabajo y al derecho a su libre elección y libre contratación. [...] Además, ninguna clase de trabajo puede ser prohibida, salvo que se oponga a la moral, a la seguridad o a la salubridad públicas, o que lo exija el interés nacional y una ley lo declare así.
- 19.º El derecho de sindicarse en los casos y forma que señale la ley. La afiliación sindical será siempre voluntaria.
- 21.º El derecho a desarrollar cualquiera actividad económica que no sea contraria a la moral, al orden público o a la seguridad nacional, respetando las normas legales que la regulen.
- 22.º La no discriminación arbitraria en el trato que deben dar el Estado y sus organismos en materia económica.
- 23.º La libertad para adquirir el dominio de toda clase de bienes, excepto aquellos que la naturaleza ha hecho comunes a todos los hombres o que deban pertenecer a la Nación toda y la ley lo declare así
- 24.º El derecho de propiedad en sus diversas especies sobre toda clase de bienes corporales o incorporales.
- 25.º La libertad de crear y difundir las artes, así como el derecho del autor sobre sus creaciones intelectuales y artísticas de cualquier especie, por el tiempo que señale la ley y que no será inferior al de la vida del titular.

## Procedimiento
Consecuente con la naturaleza del recurso, el auto acordado de 1992 establece un procedimiento sumarísimo y exento de todo formalismo, a fin de hacer expedito el ejercicio de esta acción.

### Tribunal competente
El recurso o acción de protección se interpondrá ante la Corte de Apelaciones en cuya jurisdicción se hubiere cometido el acto o incurrido en la omisión arbitraria o ilegal que ocasionen privación, perturbación o amenaza en el legítimo ejercicio de las garantías constitucionales respectivas.
Esta disposición ha sido criticada por algunos, quienes plantean que sería mucho más razonable que el tribunal competente fuera el del domicilio del perjudicado, a quien no corresponde agravar aún más su situación. Piénsese, por ejemplo, en que el perjudicado se encuentra domiciliado en Punta Arenas y el acto que se intenta impugnar emana de un órgano público de Santiago, la "Corte respectiva" sería por tanto la de Apelaciones de Santiago, en circunstancias que, por motivos de facilitar el acceso a la justicia, debería ser la de Punta Arenas.

### Plazo
En sus inicios, el N.º 1 del auto acordado disponía un plazo de 15 días para interponer el recurso ante la Corte de Apelaciones en cuya jurisdicción se hubiere cometido el acto o incurrido en la omisión arbitraria o ilegal que ocasiona el agravio, contados desde la ejecución del acto o la ocurrencia de la omisión o, según la naturaleza de estos, desde que se hayan tenido noticias o conocimiento de los mismos. Actualmente, en virtud de la última modificación efectuada a tal norma, el plazo fue aumentado a 30 días.
Uno de los mayores problemas que presenta el tema de los plazos, son los vinculados con la posibilidad de recurrir en contra de actos permanentes y en contra de aquellos que se suceden en el tiempo.
(1) Caso del perjuicio permanente. En este tema, la jurisprudencia ha señalado que "el plazo comienza a correr cuando se interrumpe la actividad o causa que produce el trastorno".
(2) Reiteración consecutiva de actos. Al respecto, los tribunales han indicado que el "plazo comenzará a correr desde que se cometió el último de ellos".

### Tramitación

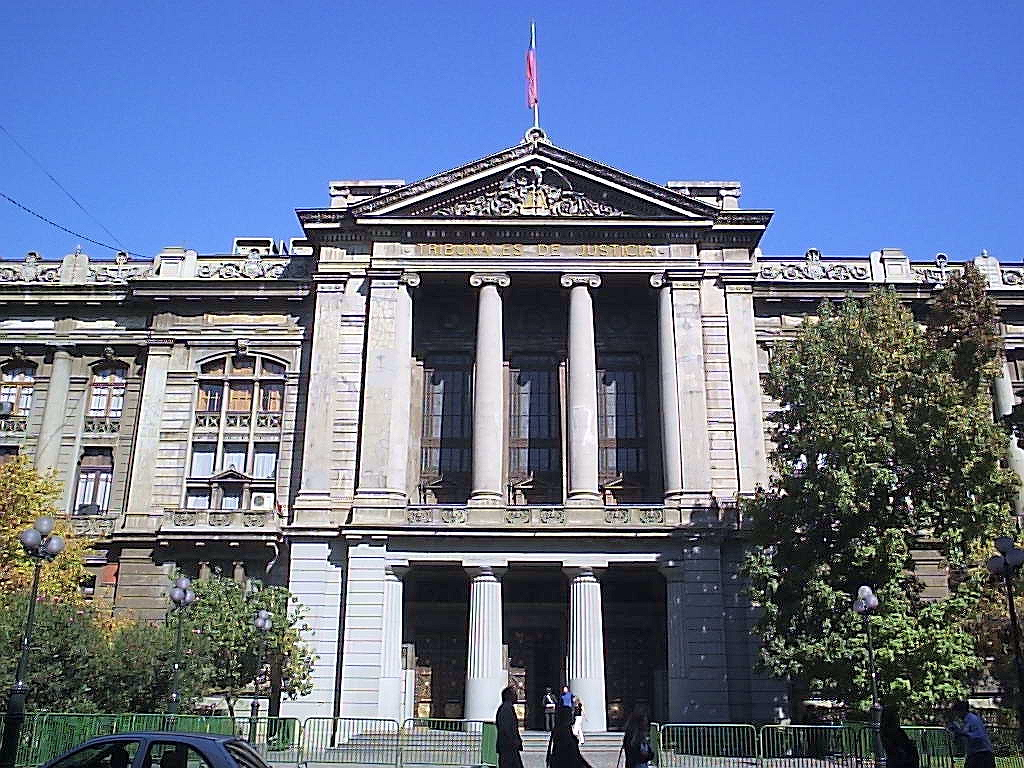
La Corte Suprema conoce del recurso de protección en segunda instancia. En la imagen, el Palacio de los Tribunales, edificio que alberga a la Corte Suprema desde 1915.

Acogido a tramitación el recurso, la Corte de Apelaciones ordenará que informe, por la vía que estime más rápida y efectiva, la persona o personas, funcionarios o autoridad que según el recurso o en concepto del Tribunal son los causantes del acto u omisión arbitraria o ilegal, que haya podido producir privación, perturbación o amenaza del libre ejercicio de los derechos que se solicita proteger, fijándole un plazo breve y perentorio para emitir el informe, señalándole que conjuntamente con este, el obligado en evacuarlo remitirá a la Corte todos los antecedentes que existan en su poder sobre el asunto motivo del recurso.
El Tribunal, cuando lo juzgue conveniente para los fines del recurso, podrá decretar orden de no innovar, es decir, decretar medidas destinadas a conservar la situación de hecho o de derecho presentada al momento de la admisión de la demanda, en relación con personas y bienes comprendidos en el proceso. Del mismo modo, para el mejor acierto del fallo se podrán decretar todas las diligencias que el Tribunal estime necesarias.
Recibido el informe y los antecedentes requeridos, o sin ellos, el tribunal ordenará traer los autos en relación y dispondrá agregar extraordinariamente la causa a la tabla del día subsiguiente, previo sorteo, en las Cortes de Apelaciones de más de una Sala.
La Corte apreciará de acuerdo con las reglas de la sana crítica los antecedentes que se acompañen al recurso y los demás que se agreguen durante su tramitación. La sentencia se notificará personalmente o por el estado a la persona que hubiere deducido el recurso y a los recurridos que se hubieren hecho parte en él.

### Apelación
Contra la sentencia de la Corte de Apelaciones puede interponerse el recurso de apelación ante la Corte Suprema dentro del plazo de 5 días, contados desde que se les notifique a las partes personalmente o por el estado diario la sentencia. No es procedente el recurso de casación. Ahora bien, la Corte Suprema, para entrar al conocimiento del recurso o para el mejor acierto del fallo, podrá solicitar a cualquier autoridad o persona los antecedentes que considere necesarios para la resolución del mismo.

## Sentencia de protección
La sentencia que acoge el recurso de protección tiene por objeto disponer las medidas que el tribunal estime pertinentes para restablecer el imperio del Derecho y garantizar la debida protección del afectado. 

### Eficacia de la sentencia
Como toda sentencia, la que acoge la protección solo produce eficacia inter partes, es decir, alcanza únicamente a quienes han sido parte en el proceso de protección. Sin embargo, en casos excepcionales, se ha producido una eficacia ultra partes de la sentencia, beneficiando con ello a personas que no han actuado en el juicio. Así aconteció, por ejemplo, en 1978 cuando la Corte de Apelaciones de Santiago acogió la protección deducida por un particular en beneficio de su derecho individual, pero la acogió respecto de toda la población afectada. Y ordenó, por consiguiente, a la empresa recurrida a reemplazar, en el menor tiempo posible, un transformador técnicamente insuficiente en un determinado sector de la población, ya que su mantención "implica establecer una diferencia arbitraria con relación a un determinado sector que igual que los otros paga el suministro correspondiente".
Asimismo, se dio lugar en 1993 a un recurso de protección interpuesto por un estudiante contra el alza del pasaje escolar de locomoción colectiva. Se entendió por la Corte que esta situación conculcaba el derecho de propiedad (art. 19, N.º 24 CPR) del recurrente; en consecuencia, se declaró ilegal el acuerdo adoptado por la recurrida, se le ordenó dejar sin efecto dicha alza y a seguir cobrando un valor que no excediese del porcentaje máximo determinado por la autoridad de transporte del precio de un pasado adulto. Aquí, como puede apreciarse, la satisfacción del interés del recurrente importó además la satisfacción del interés de todos los demás usuarios de dicho sistema de transporte que pagaban la tarifa estudiantil.

### Cosa juzgada
La norma del art. 20 no dice nada respecto a la autoridad de cosa juzgada que debe reconocerse a la sentencia de protección. Para la mayoría de la doctrina, siguiendo la tesis de Eduardo Soto Kloss, para determinar los efectos de la cosa juzgada en el recurso de protección se debe poner atención al resultado favorable o desfavorable de la sentencia, conforme la regla secundum eventum litis. Si el recurrente obtuvo una sentencia favorable, se produce cosa juzgada sustancial, en caso contrario, alcanza solamente cosa juzgada formal.
El argumento para atribuir los efectos propios de la cosa juzgada según el resultado en la acción de protección, puede ser dividido en tres posturas:
a) tesis procedimental: Para esta postura, la sentencia definitiva produce los efectos de la cosa juzgada material, tanto para la que deniega como para la que concede la protección. Según la posición defendida por Raúl Tavolari Oliveros, en el caso de que se deniegue, el afectado queda facultado para promover otras acciones jurisdiccionales por vía ordinaria para la tutela de sus derechos, pero no la acción de protección nuevamente. Para el referido autor, la acción de protección acogida produce efectos de cosa juzgada material, dado que “a la conclusión que precede se arriba fácilmente si se unen todos los antecedentes consignados, de los que resulta que la resolución de la protección es una sentencia definitiva que produce cosa juzgada y que el texto constitucional solamente autoriza a quien dedujo la protección para hacer valer sus derechos ante la autoridad o ante los tribunales correspondientes”.
b) tesis subjetiva: para esta tesis sobre los efectos de la cosa juzgada en el recurso de protección, distingue "el grado de eficacia de la sentencia, atendiendo a si esta acogió o denegó la pretensión de protección, y también si ha sido pronunciada en contra de la Administración o de un particular. Eduardo Soto Kloss, representante de esta postura, entiende que cuando nos encontramos con una sentencia que acoge la acción de protección deducida por un particular denunciando la existencia de un acto ilegal o arbitrario por parte de la Administración, producirá los efectos de la cosa juzgada material, basando su opinión en los efectos que desarrollará la sentencia sobre el recurso que se pronuncie. Por otro lado, si se acoge una acción de protección frente un acto ilegal de la Administración, no podrá volver a discutirse en otra sede la validez del acto administrativo, ya que, dejando sin efecto dicho acto, este quedará eliminado del ordenamiento jurídico. Para esta visión, además de admitirse la cosa juzgada secundum eventum litis, se admite una eventualidad secundum eventum parte, pues distingue las acciones de protección en contra de particulares y del Estado".
c) tesis según la prueba: para esta tesis "la cognición judicial en el procedimiento del recurso de protección es plena y exhaustiva secundum eventum probationis. Esto quiere decir que no existe limitación sobre la materia a ser debatida en juicio, sino que la profundidad de la cognición judicial está condicionada a la existencia de elementos probatorios suficientes, o sea, están limitadas a la prueba del derecho preexistente e indubitado. En este caso, la sentencia será inmutable solamente en los casos de procedencia, o sea, in utilibus. De este modo, la decisión definitiva del objeto del recurso de protección queda condicionada a la profundidad de la cognición que el magistrado logre, finalmente, con base en la prueba existente en los autos. A la conclusión de que, ante la insuficiencia probatoria, el objeto litigioso del recurso de protección, o sea, el fondo o mérito de la demanda, es resuelto sin el carácter definitivo, no alcanzando así, la formación de la cosa juzgada material.
Sin embargo, hoy en día se ha comenzado a pensar que la sentencia alcanza cosa juzgada formal sin importar su contenido, es decir, indistintamente de si es favorable o no para el afectado. Esta idea descansa básicamente en el carácter cautelar que posee el recurso de protección y en la existencia de un concurso de acciones en la expresión "sin perjuicio de los demás derechos que pueda hacer valer ante la autoridad o los tribunales correspondientes" que utiliza el art. 20. En efecto, si el recurso de protección deja a salvo otras acciones, entonces ello explica, por ejemplo, que el perdedor en un recurso de protección relativo al derecho de dominio pueda revertir esta sentencia mediante el ejercicio de una acción reivindicatoria que le reconozca su derecho en un proceso ulterior.

## El recurso de protección ante el Derecho comparado
Si bien es cierto que la denominación "recurso de protección" es propia del Derecho chileno, no es menos cierto que en otros ordenamientos jurídicos a nivel de Derecho comparado también es posible encontrar otras figuras que también tienen por objeto la tutela de derechos fundamentales. Así, por ejemplo, en otros países de Latinoamérica (como Argentina y Perú) se cuenta con el recurso de amparo para proteger esta clase de garantías y derechos. En México se contempla el juicio de amparo.
En el Derecho brasileño existe el mandado de segurança (o mandamiento de seguridad), contemplado por el art. 150 pár. 21, de la Constitución Política brasileña. Esta norma establece que "Concédese mandado de segurança para proteger todo derecho individual líquido y cierto no amparado por habeas corpus, cualquiera que sea la autoridad responsable de la ilegalidad o abuso de poder".
En Europa, un instituto similar al "recurso de protección" puede encontrarse en la figura jurídica del référé que contemplan los ordenamientos francés y belga y que consiste en una especie de prolongación de los interdictos posesorios que busca proteger derechos en forma urgente y provisional. En efecto, el mismo art. 484 del Código de Procedimiento Civil francés la define como "una decisión provisional dada a petición de una parte, estando presente la otra o notificada, en los casos en que la ley confiere a un juez que no conoce de lo principal el poder de ordenar inmediatamente las medidas necesarias".